# Bacapon
Bacapon (* 1979 in Hamburg; bürgerlich Deniz Türksönmez) ist ein deutscher Rapper.

## Leben
Bacapon kam als Sohn einer Gastarbeiterfamilie im Süden Hamburgs zur Welt. Aufgrund von Ängsten vor fremdenfeindlichen Übergriffen zog die Familie jedoch, als Bacapon fünf Jahre alt war, nach Anatolien zurück. Seine Mutter kehrte kurz darauf wieder zurück nach Deutschland. Bacapon dagegen blieb in der Türkei und wuchs bei seinem Vater auf. Nach dem Ende seiner Grundschulzeit 1990 wurde er aber wegen fehlender Perspektiven wieder nach Deutschland zu seiner Mutter geschickt, obwohl er kaum Deutsch sprach. Im Süden Hamburgs wuchs er in verschiedenen Hochhaussiedlungen auf. 
Er entwickelte Interesse an der Hip-Hop-Kultur und begann mit Graffiti und Breakdance, ehe er seine ersten deutschen Texte schrieb. 1992 legte er sich seinen Künstlernamen Bacapon zu. Gemeinsam mit Black Casa und seinem alten Freund MarkoFriedmann bildete er das Trio Die wahren Bosse, das 1998 die erste Single An jenem Tag veröffentlichte. Nach einiger Zeit schloss sich MistaFuad der Gruppe an. Das entsprechende Video lief in der Heavy Rotation von MTV. Kurz darauf lösten sie sich jedoch wieder auf und Bacapon war fortan Solo-Künstler. Jedoch veröffentlichte er erst 2007 seine erste CD als Solo-Künstler. Bis dahin nahm er über 100 Songs auf. Für das Mixtape Der Henker aus dem 11. Stock, das am 16. März 2007 erschien, wählte er 22 davon aus, welche hauptsächlich von Sleepwalker produziert wurden. Am 24. April 2009 erschien sein Debütalbum Raubtiermuzik über Pias Germa.

## Diskografie
Alben
- 2007: Der Henker aus dem 11. Stock
- 2009: Raubtiermuzik

Singles
- 1998: An jenem Tag (mit Black Casa als Die wahren Bosse)

Juice-Exclusives
- 2009: Kein Spiel (feat. Doppel H Gang) (Juice-Exclusive! auf Juice-CD #97)